# Lettre à Anna
Lettre à Anna est un téléfilm documentaire germano-suisse réalisé par Eric Bergkraut en 2008.

## Synopsis
Portait de la journaliste russe Anna Politkovskaïa assassinée le 7 octobre 2006 dans le hall de son immeuble à Moscou.

## Fiche technique
- Réalisation : Eric Bergkraut
- Scénariste : Eric Bergkraut, Thérèse Obrecht Hodler
- Diffusion : 20 février 2008 ( Allemagne)
- Durée : 75 minutes

## Distribution
- Anna Politkovskaïa : elle-même
- Vera Politkovskaïa : elle-même
- Ilya Politkovsky : lui-même
- Garry Kasparov : lui-même
- Andrei Mironov : lui-même
- Zainap Gashaeva : elle-même
- Dimitri Mouratov : lui-même
- Alexander Politkovsky : lui-même
- Catherine Deneuve : la narratrice